# Oppermanns förmodan
Inom talteori är Oppermanns förmodan en förmodan om primtalens fördelning. Den är nära relaterad till men starkare än Legendres förmodan, Andricas förmodan och Brocards förmodan. Den är uppkallad efter den danska matematikern Ludvig Oppermann, som framlade den 1882.

## Förmodan
Förmodan säger att för alla heltal x > 1 finns det åtminstone ett primtal mellan
x(x - 1) och x2,
och åtminstone ett primtal mellan
x2 och x(x + 1).
Den kan även skrivas med hjälp av primtalsfunktionen som
π(x2 - x) < π(x2) < π(x2 + x) för x > 1.